# Estación Federación
Federación es una estación de ferrocarril ubicada en la Colonia Racedo en las cercanías de la ciudad de Federación en el Departamento Federación, Provincia de Entre Ríos, República Argentina
La antigua estación Federación (30°59′36″S 57°53′4″O / -30.99333, -57.88444) entró en servicio al inaugurarse el 23 de marzo de 1874 el tramo Concordia-Federación del Ferrocarril Argentino del Este. Estaba ubicada en el amplazamiento de la vieja ciudad de Federación, actualmente sumergido por el embalse de la Represa de Salto Grande.

## Servicios
Pertenece al Ferrocarril General Urquiza, en el ramal que une las estaciones de Federico Lacroze, en la Ciudad Autónoma de Buenos Aires y Posadas, en la Provincia de Misiones.
No presta servicios de pasajeros. Por sus vías corren trenes de carga de la empresa estatal Trenes Argentinos Cargas.

## Ubicación
Se encuentra ubicada entre las estaciones Isthilart y Santa Ana. La antigua estación de Federación fue desactivada durante la construcción de la Represa de Salto Grande debido a que el embalse de la misma sumergió la ciudad, la estación y parte de la línea férrea. Una nueva estación fue construida en el nuevo trazado del ramal, pero a 15 km al oeste, fuera de la nueva localización de la ciudad.